# Catasetum
Catasetum är ett släkte av orkidéer. Catasetum ingår i familjen orkidéer.

## Bildgalleri

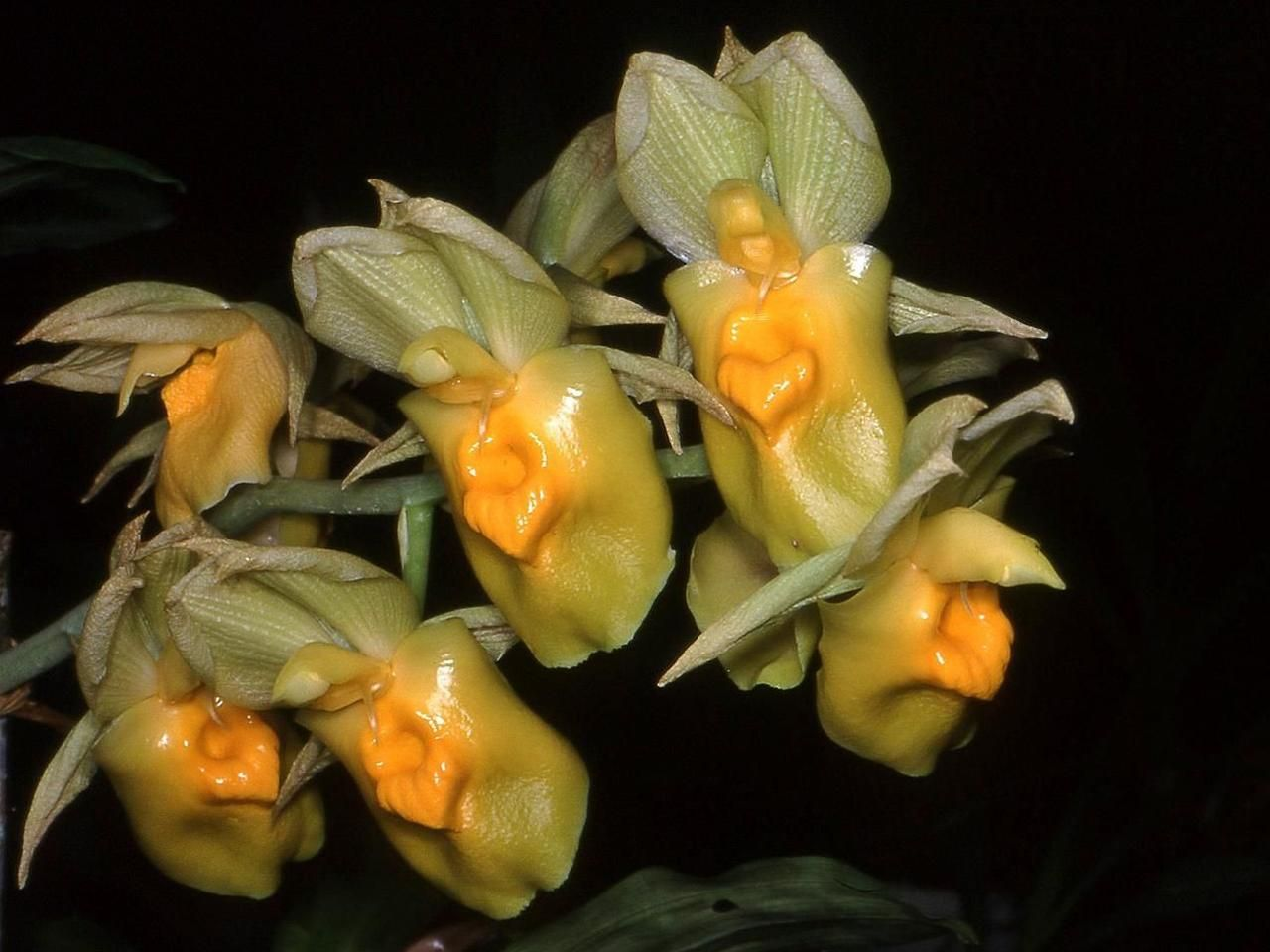
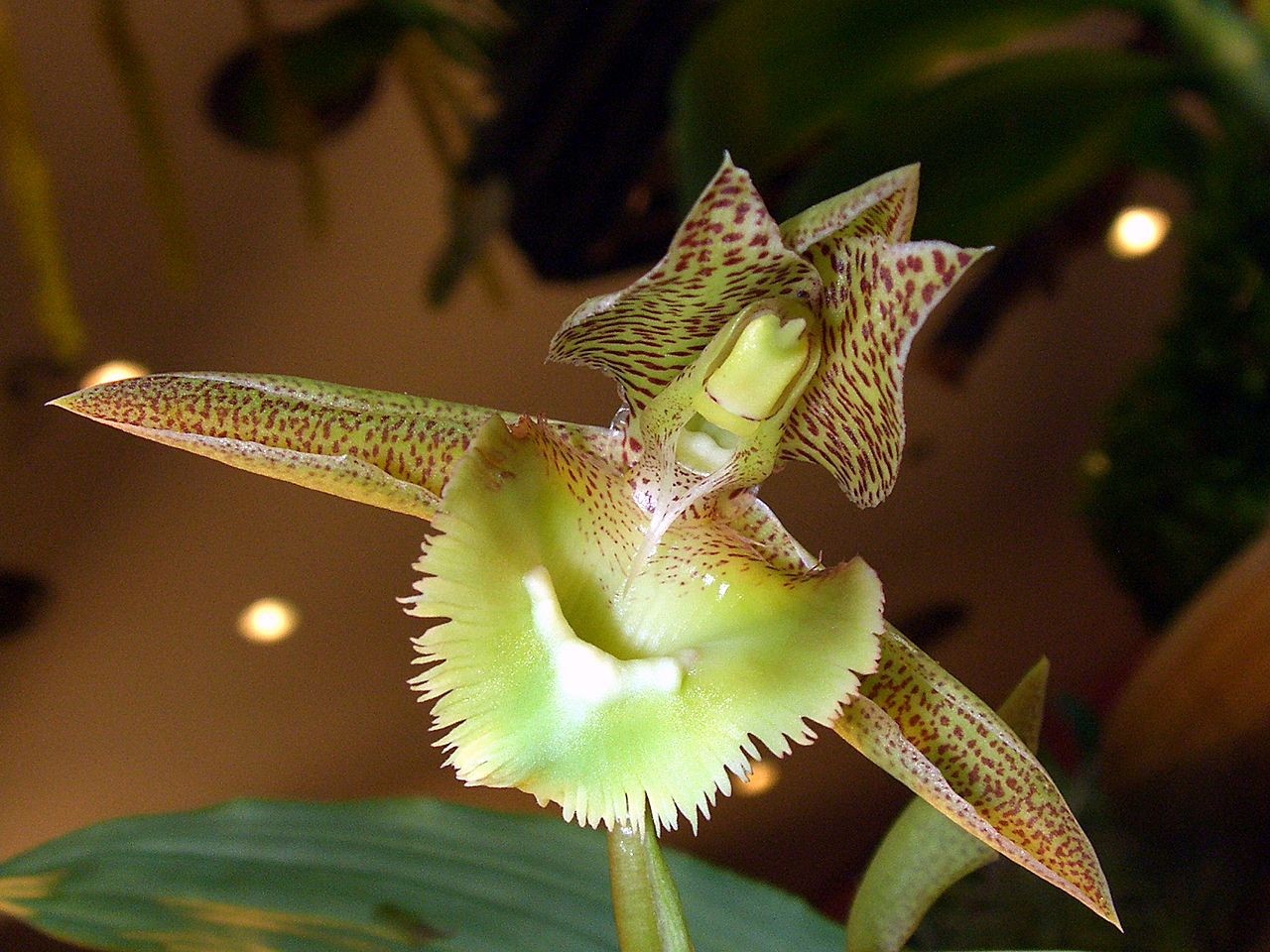
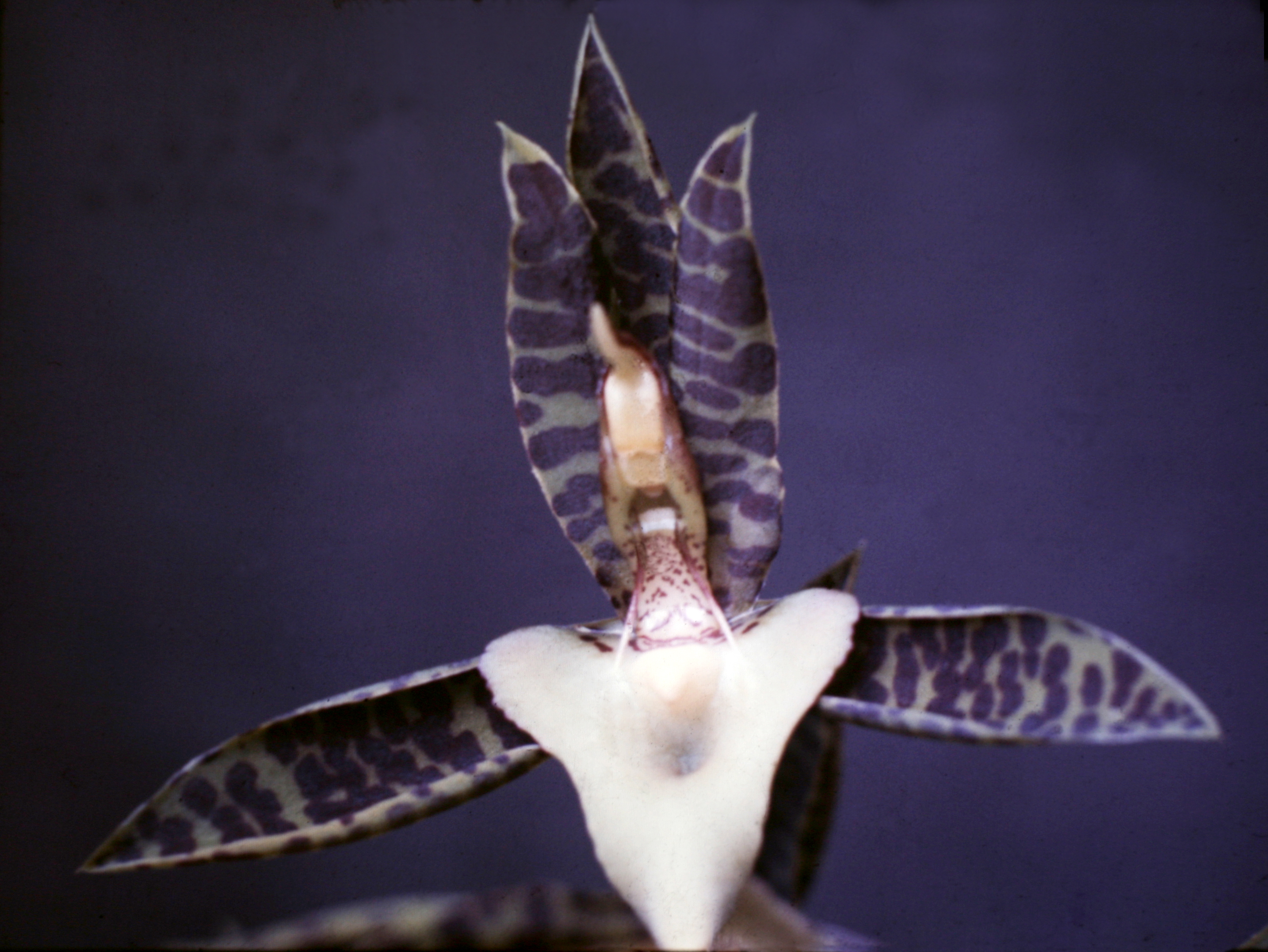
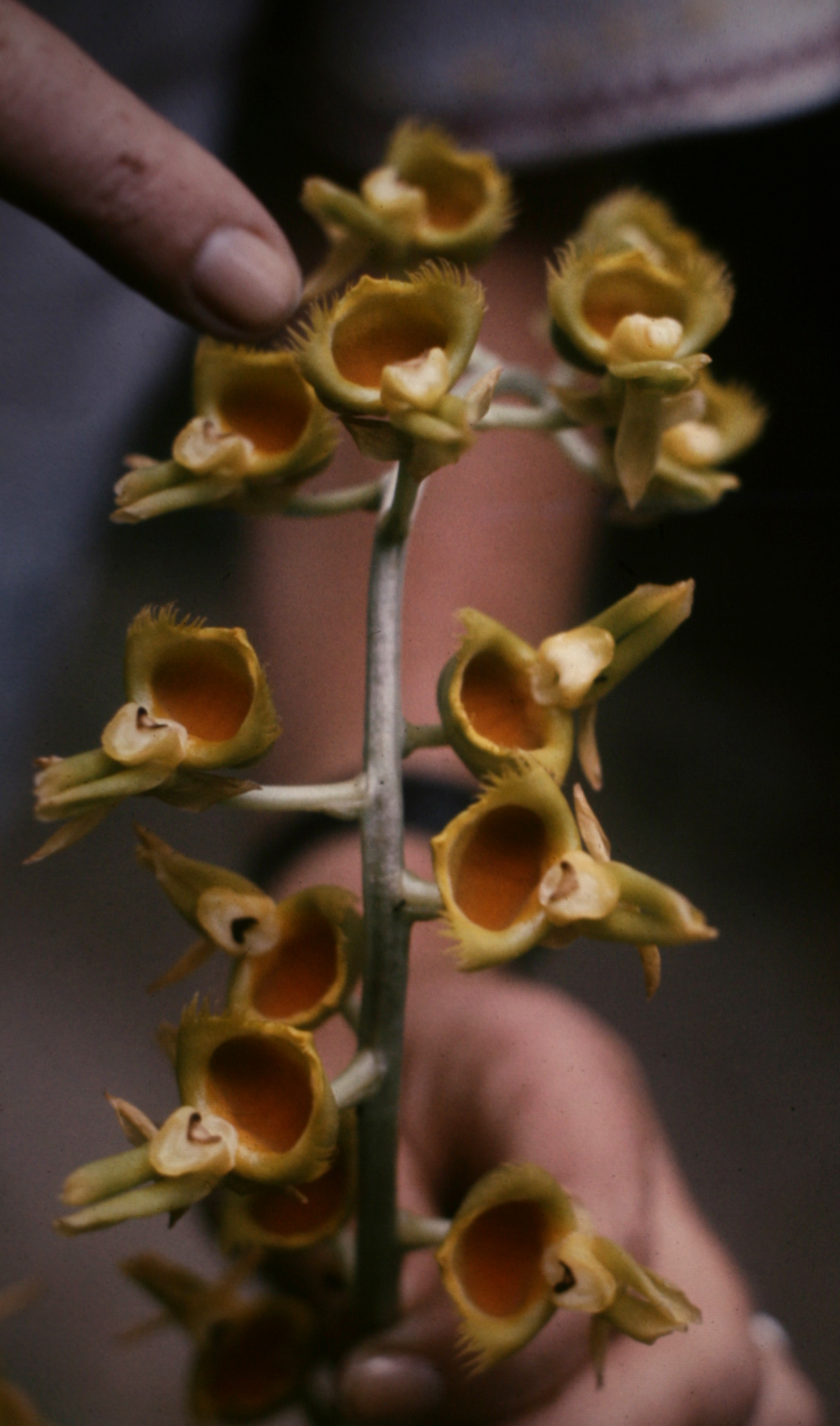
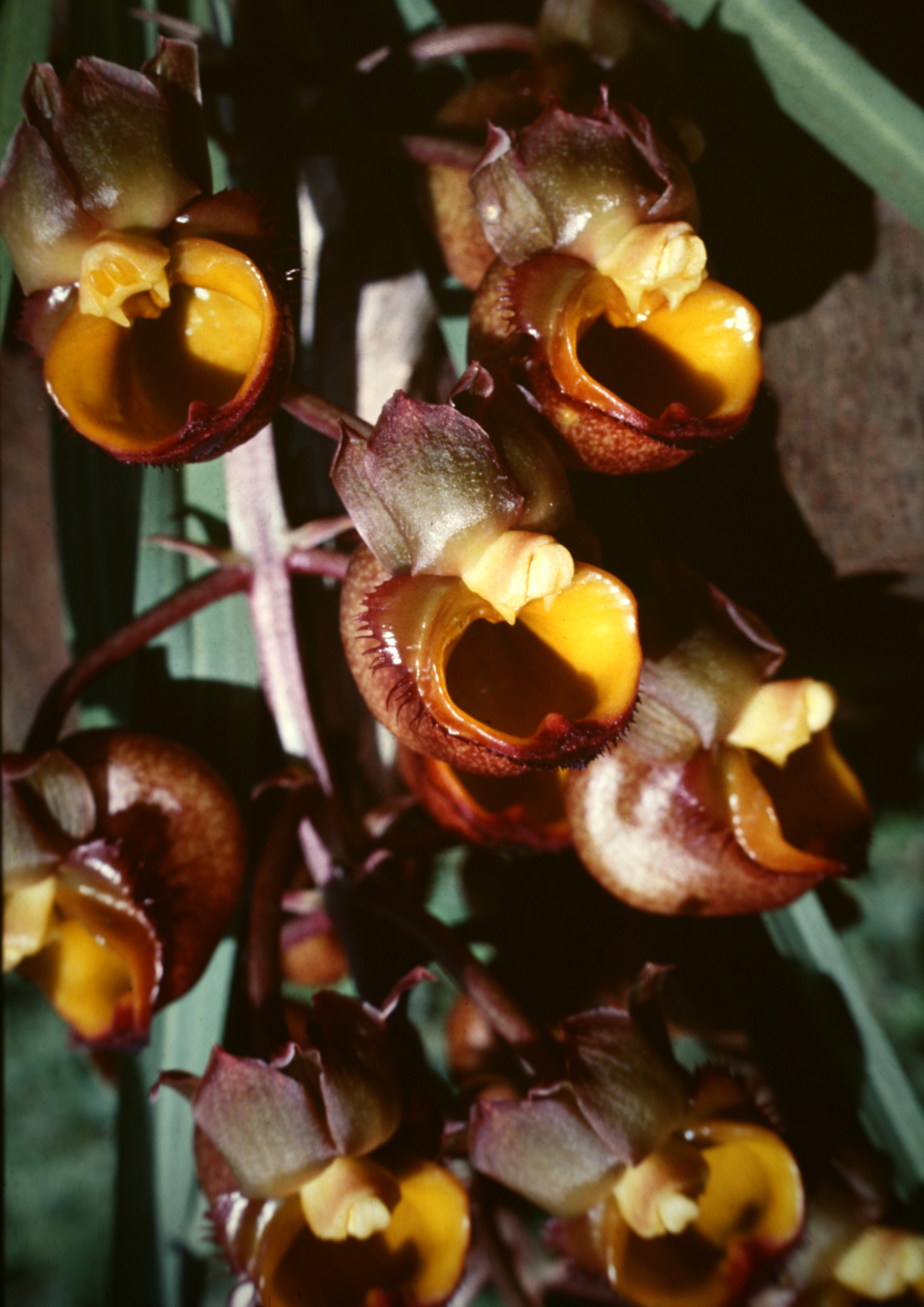
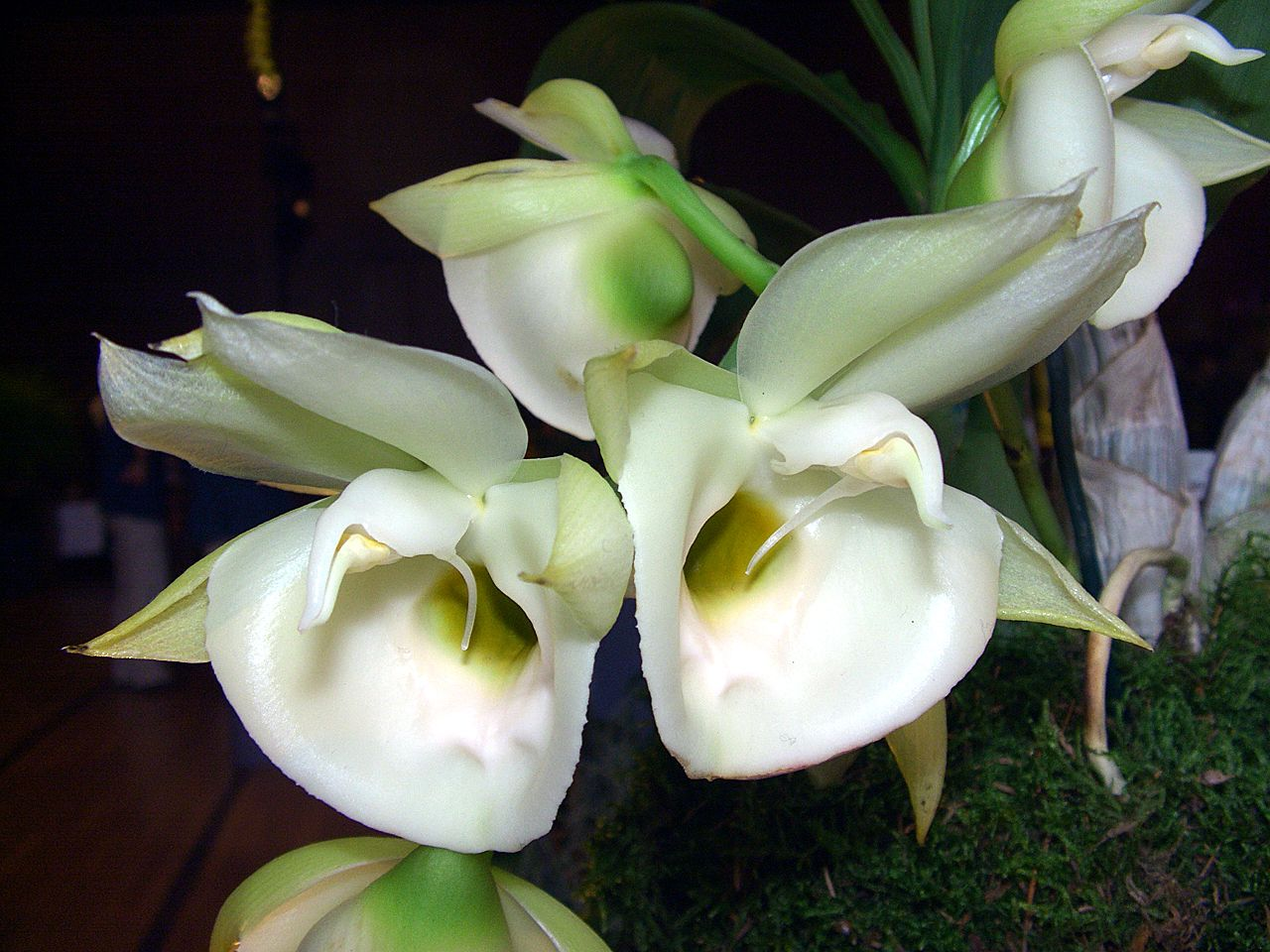

## Dottertaxa tillCatasetum, i alfabetisk ordning[1]
- Catasetum aculeatum
- Catasetum adremedium
- Catasetum alatum
- Catasetum albovirens
- Catasetum albuquerquei
- Catasetum apolloi
- Catasetum arietinum
- Catasetum aripuanense
- Catasetum ariquemense
- Catasetum atratum
- Catasetum barbatum
- Catasetum bergoldianum
- Catasetum bertioguense
- Catasetum bicallosum
- Catasetum bicolor
- Catasetum bifidum
- Catasetum blackii
- Catasetum blepharochilum
- Catasetum boyi
- Catasetum brichtae
- Catasetum callosum
- Catasetum carolinianum
- Catasetum carrenhianum
- Catasetum carunculatum
- Catasetum cassideum
- Catasetum catarinense
- Catasetum caucanum
- Catasetum caxarariense
- Catasetum cernuum
- Catasetum charlesworthii
- Catasetum cirrhaeoides
- Catasetum cochabambanum
- Catasetum collare
- Catasetum colossus
- Catasetum complanatum
- Catasetum confusum
- Catasetum coniforme
- Catasetum costatum
- Catasetum cotylicheilum
- Catasetum crinitum
- Catasetum cristatum
- Catasetum cucullatum
- Catasetum dasilvae
- Catasetum decipiens
- Catasetum dejeaniorum
- Catasetum deltoideum
- Catasetum denticulatum
- Catasetum deusvandoi
- Catasetum discolor
- Catasetum dunstervillei
- Catasetum dupliciscutula
- Catasetum evangelistae
- Catasetum expansum
- Catasetum fergusonii
- Catasetum fernandezii
- Catasetum ferox
- Catasetum fimbriatum
- Catasetum finetianum
- Catasetum franchinianum
- Catasetum fuchsii
- Catasetum galeritum
- Catasetum gardneri
- Catasetum garnetianum
- Catasetum georgii
- Catasetum gladiatorium
- Catasetum globiflorum
- Catasetum gnomus
- Catasetum gomezii
- Catasetum guianense
- Catasetum hillsii
- Catasetum hoehnei
- Catasetum hookeri
- Catasetum hopkinsonianum
- Catasetum incurvum
- Catasetum integerrimum
- Catasetum interhomesianum
- Catasetum intermedium
- Catasetum issanense
- Catasetum japurense
- Catasetum jarae
- Catasetum juruenense
- Catasetum justinianum
- Catasetum kempfii
- Catasetum kleberianum
- Catasetum kraenzlinianum
- Catasetum labiatum
- Catasetum laminatum
- Catasetum lanceatum
- Catasetum lanciferum
- Catasetum lehmannii
- Catasetum lemosii
- Catasetum lindleyanum
- Catasetum linguiferum
- Catasetum longiantennatum
- Catasetum longifolium
- Catasetum longipes
- Catasetum lucasianum
- Catasetum lucis
- Catasetum luridum
- Catasetum macedoi
- Catasetum macrocarpum
- Catasetum macroglossum
- Catasetum maculatum
- Catasetum maranhense
- Catasetum maroaense
- Catasetum matogrossense
- Catasetum mattosianum
- Catasetum meeae
- Catasetum mentosum
- Catasetum merchae
- Catasetum micranthum
- Catasetum microglossum
- Catasetum mojuense
- Catasetum monzonense
- Catasetum moorei
- Catasetum multifidum
- Catasetum multifissum
- Catasetum nanayanum
- Catasetum napoense
- Catasetum naso
- Catasetum ochraceum
- Catasetum ollare
- Catasetum oriximinaense
- Catasetum ornithoides
- Catasetum osakadianum
- Catasetum osculatum
- Catasetum palmeirinhense
- Catasetum parguazense
- Catasetum pendulum
- Catasetum perazolianum
- Catasetum peruvianum
- Catasetum pileatum
- Catasetum planiceps
- Catasetum pleidactylon
- Catasetum pohlianum
- Catasetum poriferum
- Catasetum pulchrum
- Catasetum punctatum
- Catasetum purum
- Catasetum purusense
- Catasetum pusillum
- Catasetum quadridens
- Catasetum randii
- Catasetum rectangulare
- Catasetum regnellii
- Catasetum reichenbachianum
- Catasetum richteri
- Catasetum ricii
- Catasetum rigidum
- Catasetum rionegrense
- Catasetum rivularium
- Catasetum rodigasianum
- Catasetum rolfeanum
- Catasetum rondonense
- Catasetum rooseveltianum
- Catasetum roseoalbum
- Catasetum saccatum
- Catasetum samaniegoi
- Catasetum sanguineum
- Catasetum schmidtianum
- Catasetum schunkei
- Catasetum schweinfurthii
- Catasetum seccoi
- Catasetum semicirculatum
- Catasetum socco
- Catasetum sodiroi
- Catasetum spitzii
- Catasetum stenoglossum
- Catasetum stevensonii
- Catasetum tabulare
- Catasetum taguariense
- Catasetum tapiriceps
- Catasetum teixeiranum
- Catasetum tenebrosum
- Catasetum tenuiglossum
- Catasetum thompsonii
- Catasetum tigrinum
- Catasetum transversicallosum
- Catasetum trautmannii
- Catasetum tricolor
- Catasetum tricorne
- Catasetum triodon
- Catasetum tuberculatum
- Catasetum tucuruiense
- Catasetum uncatum
- Catasetum wendlingeri
- Catasetum villegasii
- Catasetum vinaceum
- Catasetum violascens
- Catasetum viridiflavum
- Catasetum yavitaense